# Une histoire de Noël à Noël
Série A Christmas Story / The Parker Family Saga
A Christmas Story 2
(2012)
Pour plus de détails, voir Fiche technique et Distribution.
Une histoire de Noël à Noël (A Christmas Story Christmas) est un film de Noël comique américain sortie en 2022, réalisée par Clay Kaytis à partir d'un scénario qu'il a coécrit avec Nick Schenk, à partir d'une histoire originale coécrite par Schenk et Peter Billingsley ; il s'agit d'une suite de Christmas Story (1983) et constitue le huitième volet de la franchise Parker Family Saga.
Le film est produit par Billingsley et Vince Vaughn avec Cale Boyter, Jay Ashenfelter, Marc Toberoff et Irwin Zwilling. Billingsley reprend son rôle de Ralphie Parker aux côtés de Ian Petrella, Scott Schwartz, RD Robb, Zack Ward et Yano Anaya revenant respectivement en tant que Randy Parker, Flick, Schwartz, Scut Farkus et Grover Dill. De plus, Erinn Hayes, River Drosche et Julianna Layne jouent la femme et les enfants de Ralphie, avec Julie Hagerty agissant dans le rôle de Mme. Parker.
Une histoire de Noël à Noël est sorti aux États-Unis le 17 novembre 2022 sur HBO Max.

## Synopsis
En décembre 1973, 33 ans après les événements de A Christmas Story, Ralphie Parker a quitté Hohman, Indiana, et vit à Chicago avec sa femme Sandy et ses deux enfants, Mark et Julie. Ralphie a pris une année sabbatique pour écrire son premier roman, mais sa longueur excessive a conduit plusieurs éditeurs à le rejeter. Alors que la famille se prépare à recevoir la visite des parents de Ralphie pour Noël, Mme Parker appelle pour annoncer à Ralphie que son père, alias "le Vieux", est malheureusement décédé. La famille en deuil se rend en voiture à Hohman dans la Plymouth 1966 déglinguée de Ralphie pour rejoindre Mme Parker, qui a reçu un grand nombre de casseroles en guise d'offrandes de condoléances. Elle confie deux tâches à Ralphie : écrire la nécrologie de son père et reprendre son rôle qui consiste à rendre Noël spécial pour la famille.
Les enfants de Ralphie se lient d'amitié avec l'un des voisins de la famille Bumpus mais sont intimidés par deux enfants en motoneige. Ralphie retrouve Flick, qui est maintenant propriétaire d'une taverne, et Schwartz, qui vit toujours avec sa mère et a une grosse dette chez Flick's. Il emmène également sa famille acheter des arbres de Noël et, ne parvenant pas à reproduire les talents de négociateur de son père, il se retrouve avec un sapin trop grand pour le salon de la maison. En décorant, Julie devient nerveuse qu'il n'y ait pas d'ange pour couronner le tout. Improvisant, Ralphie lui dit que le Père Noël cherche des étoiles à Hohman, pas des anges. Pendant tout ce temps, il trouve sa première machine à écrire dans le grenier et commence à travailler sur la nécrologie du vieil homme, luttant pour trouver les mots justes et utilisant à la place son espace de travail de fortune pour écrire la suite de son roman encore inédit. En quittant la maison pour faire du patin à glace, Sandy glisse et se foule la cheville, et se retrouve alors à devoir utiliser des béquilles pour se déplacer.
À l'approche de la veille de Noël, la famille se rend chez Higbee, où, miraculeusement, Ralphie parvient à acheter tout ce que Mark et Julie ont demandé pendant que leurs enfants font la queue pour voir le Père Noël. Sandy et Mrs. Parker, ainsi que tout le restaurant du magasin, sont ravis. Sur le chemin du retour, la vieille voiture Plymouth tombe à nouveau en panne, et la famille passe le temps qu'il faut pour qu'elle se refroidisse en faisant une bataille de boules de neige. Ralphie frappe accidentellement Julie dans les yeux avec une boule de neige, ce qui nécessite un voyage aux urgences et un cache-œil temporaire. Tous les cadeaux sont volés dans le coffre de la voiture lorsque la famille est à l'intérieur de l'hôpital, et Sandy a peu d'argent pour les remplacer.
De retour chez Flick, celui-ci donne à Mark un premier emploi de barman sur place. Sa patience avec Schwartz épuisée, Flick propose d'oublier l'addition de Schwartz s'il termine une cascade physique, la "Rampe". Schwartz réussit après avoir été triplement mis au défi de le faire, et l'addition est oubliée. Bientôt, tous les clients du bar commencent à faire de la luge, ce qui conduit Mark à se casser le bras. Ralphie est alors rejeté par son dernier éditeur potentiel, qu'il avait harcelé toute la semaine pour qu'il accepte. Découragé, il jette le second manuscrit et renonce à écrire.
Après un peu de réconfort de Sandy et se souvenant des Noëls d'antan, Ralphie gagne soudainement une bouffée d'inspiration et écrit un article qui dépasse de loin la longueur d'une nécrologie normale, déchirant les souvenirs du vieil homme. Cependant, il le laisse sur le bureau, plutôt que de l'envoyer au journal, pour préparer le jour de Noël. Mark et Julie parviennent à se venger de leurs intimidateurs en construisant un bonhomme de neige sur une souche d'arbre pour que leur motoneige s'écrase. Cependant, cette nuit-là, Julie se fâche après que l'étoile de l'arbre tombe et se brise. Ralphie, frustré, va à l'encontre des envies de sa femme et de sa mère pour en trouver une nouvelle. Étant donné que tous les magasins sont fermés, sa seule option est "d'emprunter" l'étoile (avec le logo d'une entreprise de bière dessus) à l'arbre de la taverne de Flick, en pénétrant par effraction dans les locaux pour le faire. En sortant, il est rattrapé et appréhendé par Scut Farkus, désormais policier. Ralphie est terrifié par ce que Scut va lui faire, mais après quelques petites taquineries,il le ramène chez lui, disant qu'il lui est redevable parce que leur combat l'a mis sur une meilleure voie dans la vie. Il révèle également sans le savoir que ses propres enfants ont été les intimidateurs de Mark et Julie. Comme Mme. Parker et Ralphie se souviennent du vieil homme, le sapin de Noël fait une fois de plus sauter un fusible, mais le premier ordonne au second d'aller se coucher, disant qu'elle doit apprendre ces choses elle-même maintenant.
Au matin de Noël, Ralphie est troublé par les compliments qu'il reçoit à propos de son article dans le journal. Il s'avère que Sandy avait trouvé le manuscrit nécrologique et l'avait apporté au journal local, et son talent l'a amené à être publié en première de couverture. Alors, Ralphie se voit offrir un nouvel emploi en tant que chroniqueur syndiqué, réalisant son rêve de quitter la course effrénée et de devenir écrivain à plein temps. En ouvrant les cadeaux, on découvre que le vieil homme avait acheté et emballé personnellement des cadeaux très attentionnés pour la famille peu de temps avant sa mort. Une grande partie de la ville vient à la maison Parker pour le dîner de Noël, avec le jeune frère de Ralphie, Randy, fraîchement revenu d'un voyage d'affaires en Inde. Une fois le dîner terminé, la famille demande à Ralphie de lire son histoire sur le vieil homme. Voyant la chaise rouge vacante de son père, mais réalisant qu'il est toujours là dans les pensées, Ralphie s'assied et commence à lire, embrassant pleinement son nouveau rôle de successeur du vieil homme. Il est révélé que l'histoire est en fait celle de Noël 1940 alors que la narration de Ralphie s'estompe et passe à celle de Jean Shepherd à partir du film original.

## Distribution
- Peter Billingsley : Ralph « Ralphie » Parker
- Erinn Hayes : Sandy Parker, la femme de Ralph
- Julie Hagerty (VF : Blanche Ravalec) : Mme Parker, la mère de Ralph
- Ian Petrella (en) : Randy Parker, le frère de Ralph
- Scott Schwartz (en) (VF : Jérôme Wiggins) : Flick, l'un des amis d'enfance de Ralph
- R. D. Robb (en) (VF : Jérémy Prévost) : Schwartz, l'un des amis d'enfance de Ralph
- Zack Ward : l'officier Scut Farkus, l'ancien tyran d'enfance de Ralph
- River Drosche : Mark Parker, le fils de Ralph
  - Billy Brayshaw : Mark Parker âgé (dans l'imagination de Ralph)
- Julianna Layne : Julie Parker, la fille de Ralph
  - Tegan Grace Muggeridge : Julie Parker âgée (dans l'imagination de Ralph)

 Source et légende : version française (VF) sur RS Doublage

## Production
En janvier 2022, Warner Bros. Pictures et Legendary Pictures ont annoncé qu'une suite héritée de A Christmas Story était en cours de développement avec un scénario de Nick Schenk qui est également producteur exécutif. Clay Kaytis a été embauché pour diriger. Le film est dédié à la mémoire de Darren McGavin (qui jouait Ralphie's Old Man dans le film original), décédé le 25 février 2006, à l'âge de 83 ans.
Peu de temps après son annonce officielle du film, Peter Billingsley a été choisi pour reprendre son rôle de Ralphie Parker à l'âge adulte, en plus d'être producteur aux côtés de Vince Vaughn . Julie Hagerty avait été choisie pour le rôle de Mrs. Parker, sa mère, remplaçant Melinda Dillon (qui a pris sa retraite d'acteur en 2007 et a créé le rôle).
Le mois suivant, Ian Petrella, Scott Schwartz, RD Robb, Zack Ward et Yano Anaya ont été choisis pour reprendre leurs rôles de Randy Parker, Flick, Schwartz, Scut Farkus et Grover Dill, respectivement. De plus, Erinn Hayes, River Drosche et Julianna Layne ont été choisies pour incarner respectivement la femme de Ralphie, Sandy Parker, et ses enfants, Mark et Julie Parker. Tedde Moore a été invitée à reprendre son rôle de Miss Shields du film original, mais a refusé.
La photographie principale a commencé fin février 2022 en Hongrie et en Bulgarie. Billingsley et l'équipe ont commandé des répliques exactes de la maison représentée dans le film original, ainsi que du quartier.

## Sortie
La première bande-annonce est sortie en octobre 2022, confirmant la date de sortie officielle, avec la bande-annonce complète le 1er novembre. Une histoire de Noël à Noël est sorti aux États-Unis le 17 novembre sur le service de streaming HBO Max de Warner Bros. Photos,,.

## Accueil
Sur le site Web d'agrégateur de critiques Rotten Tomatoes, le film détient un taux d'approbation de 78 % sur la base de 40 critiques, avec une note moyenne de 6,4 / 10. Le consensus du site se lit comme suit : « Ce n'est pas aussi amusant qu'une carabine à air comprimé Red Ryder officielle à 200 coups avec une boussole dans la crosse et cette chose qui indique l'heure, mais Une histoire de Noël à Noël reste une suite vaut la peine d'être célébrée ». Sur Metacritic, le film a une note moyenne pondérée de 55 sur 100 basée sur les critiques de 10 critiques, indiquant « des critiques mitigées ou moyennes ».